# Boissède
Boissède (em occitano:  Boisheda) é uma comuna francesa na região administrativa da Occitânia, no departamento do Alto Garona. Estende-se por uma área de 3.84 km², com 69 habitantes, segundo o censo de 2018, com uma densidade de 18 hab/km².